# Matrículas automovilísticas de Bulgaria

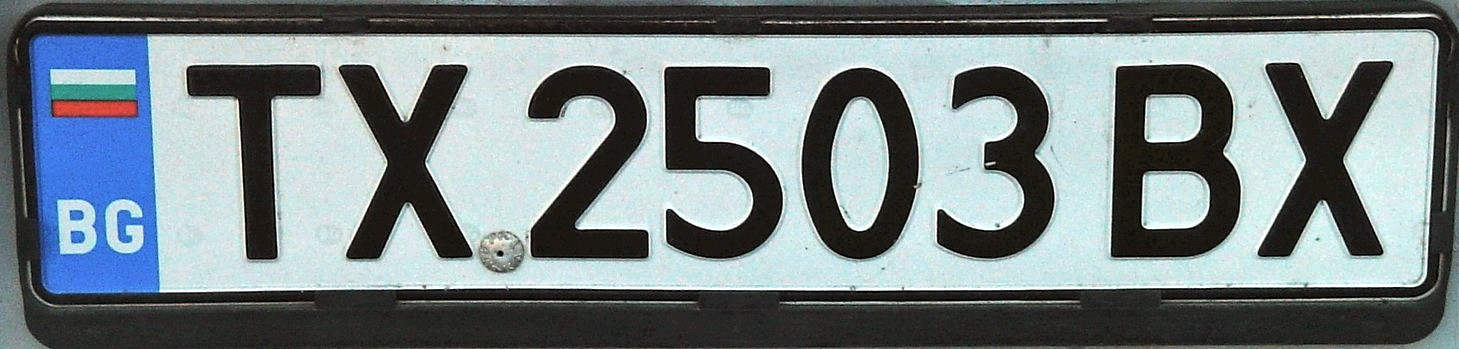
Matrícula anterior a la entrada en la Unión Europea.

Para las matrículas automovilísticas de Bulgaria se usan desde 1992 caracteres reconocibles como letras tanto del alfabeto cirílico como del latino. Las placas son del formato común europeo que llevan a la izquierda la banda azul de la Unión Europea con las doce estrellas y la sigla internacional BG. Antes portaban en ese lugar la bandera de Bulgaria. Los caracteres usados en las matrículas son negros sobre fondo blanco, siguiendo el esquema: sigla del distrito (una o dos letras), cuatro dígitos y dos letras.

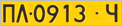
Matrícula de 1986 hasta 1992.

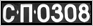
Antes de 1986.

## Sistema antiguo
Antes de 1986 las placas para vehículos particulares llevaban caracteres blancos sobre fondo negro. Entre la sigla del distrito y la letra había sendos rombos a modo de separación.
Entre 1986 y 1992 se utilizaron placas amarillas también con caracteres cirílicos, según el esquema: sigla del distrito, guion, cuatro cifras, guion, letras.

## Siglas de los distritos
Las siglas que han cambiado van sobre fondo rosa:
| Siglas desde 1992 | Siglas 1985-1992 | Siglas hasta 1985 | Distrito                      | (en búlgaro)                  |
| ----------------- | ---------------- | ----------------- | ----------------------------- | ----------------------------- |
| A y AA            | Б                | Бс y Б            | Burgas                        | Бургас                        |
| B                 | В                | В                 | Warna                         | Варна                         |
| BH                | ВД               | Вд                | Widin                         | Видин                         |
| BP                | ВР               | Вр                | Wraza                         | Враца                         |
| BT                | ВТ               | ВТ                | Weliko Tarnowo                | Велико Търново                |
| C, CA y CB        | С y А            | Сф, С y А         | Sofia ciudad                  | София-град                    |
| CC                | СС               | Cс                | Silistra                      | Силистра                      |
| CH                | СЛ               | Сл                | Sliwen                        | Сливен                        |
| CM                | СМ               | См                | Smoljan                       | Смолян                        |
| CO                | СО               | Сф y Со           | Sofia                         | София                         |
| CT                | СЗ               | СтЗ y СЗ          | Stara Sagora                  | Стара Загора                  |
| E                 | БЛ               | Бл                | Blagoewgrad                   | Благоевград                   |
| EB                | Г                | Гб und Г          | Gabrowo                       | Габрово                       |
| EH                | ПЛ               | Пл                | Plewen                        | Плевен                        |
| H                 | Ш                | Шн, Ш             | Schumen                       | Шумен                         |
| K                 | КЖ y К           | Кж                | Kardschali                    | Кърджали                      |
| KH                | КН               | Кн                | Kjustendil                    | Кюстендил                     |
| M                 | М                | Мх y М            | Montana (antes Michailowgrad) | Монтана (früher Михайловград) |
| OB                | Л                | Лч, Л             | Lowetsch                      | Ловеч                         |
| P                 | Р                | Рс                | Russe                         | Русе                          |
| PA                | ПЗ               | Пз                | Pasardschik                   | Пазарджик                     |
| PB                | П                | Пд, П             | Plowdiw                       | Пловдив                       |
| PK                | ПК               | Пк                | Pernik                        | Перник                        |
| PP                | РЗ               | Рз                | Rasgrad                       | Разград                       |
| T                 | Т                | Тщ, Т             | Targowischte                  | Търговище                     |
| TX                | ТХ               | Тх                | Dobritsch (antes Tolbuchin)   | Добрич (antes Толбухин)       |
| X                 | Х                | Хс, Х             | Chaskowo                      | Хасково                       |
| У                 | Я                | Яб, Я             | Jambol                        | Ямбол                         |
|                   |                  |                   |                               |                               |
| BA                | В                | В                 | Fuerzas Armadas               | Българска армия               |
| CP                | ГЗ               | ГЗ                | Defensa civil                 | Гражданска защита             |

## Cuerpo diplomático

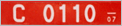
Placa diplomática (Embajada Británica)

Las placas diplomáticas de Bulgaria tienen fondo rojo con caracteres blancos, donde la primera letra es una C para Diplomático y CC para consular.
A la derecha se muestra el año de expiración de la placa.
| Código | País                          |
| ------ | ----------------------------- |
| 01     | Gran Bretaña                  |
| 02     | Estados Unidos                |
| 03     | Estados Unidos                |
| 04     | Alemania                      |
| 05     | Turquía                       |
| 06     | no usado                      |
| 07     | Grecia                        |
| 08     | Francia                       |
| 09     | Francia                       |
| 10     | Italia                        |
| 11     | Bélgica                       |
| 12     | Dinamarca                     |
| 13     | Holanda                       |
| 14     | España                        |
| 15     | Portugal                      |
| 16     | Suecia                        |
| 17     | Suiza                         |
| 18     | Austria                       |
| 19     | Argentina                     |
| 20     | Japón                         |
| 21     | Finlandia                     |
| 22     | Israel                        |
| 23     | Afganistán                    |
| 24     | Argelia                       |
| 25     | Brasil                        |
| 26     | Venezuela                     |
| 27     | Ghana                         |
| 28     | Egipto                        |
| 29     | Ecuador                       |
| 30     | Etiopía                       |
| 31     | India                         |
| 32     | Indonesia                     |
| 33     | Irak                          |
| 34     | Irán                          |
| 35     | Yemen                         |
| 36     | Colombia                      |
| 37     | Kuwait                        |
| 38     | Libia                         |
| 39     | Líbano                        |
| 40     | Marruecos                     |
| 41     | México                        |
| 42     | Perú                          |
| 43     | Siria                         |
| 44     | Uruguay                       |
| 45     | Irlanda                       |
| 46     | Palestina                     |
| 47     | UNDP                          |
| 48     | UNCHR                         |
| 49     | Fondo Monetario Internacional |
| 50     | Corea del Sur                 |
| 51     | Albania                       |
| 52     | Vietnam                       |
| 53     | Vietnam                       |
| 54     | libre                         |
| 55     | libre                         |
| 56     | Camboya                       |
| 57     | China                         |
| 58     | China                         |
| 59     | Corea del Norte               |
| 60     | libre                         |
| 61     | Cuba                          |
| 62     | Mongolia                      |
| 63     | Nicaragua                     |
| 64     | Polonia                       |
| 65     | Polonia                       |
| 66     | Rumanía                       |
| 67     | Rumanía                       |
| 68     | Rusia                         |
| 69     | Rusia                         |
| 70     | Azerbaiyán                    |
| 71     | Bosnia y Herzegovina          |
| 72     | Hungría                       |
| 73     | Hungría                       |
| 74     | República Checa               |
| 75     | Eslovaquia                    |
| 76     | Serbia                        |
| 77     | Malta                         |
| 78     | Kazajistán                    |
| 79     | Sudáfrica                     |
| 80     | Ciudad del Vaticano           |
| 81     | Comisión europea              |
| 82     | Eslovenia                     |
| 83     | Banco Mundial                 |
| 84     | Croacia                       |
| 85     | EBRD                          |
| 86     | Macedonia del Norte           |
| 87     | Chipre                        |
| 88     | Noruega                       |
| 89     | Ucrania                       |
| 90     | Moldavia                      |
| 91     | Armenia                       |
| 92     | Bielorrusia                   |
| 93     | no usado                      |
| 94     | no usado                      |
| 95     | Sudán                         |
| 96     | Pakistán                      |
| 97     | no usado                      |
| 98     | Georgia                       |
| 99     | Estonia                       |